# Wojtek Mazolewski

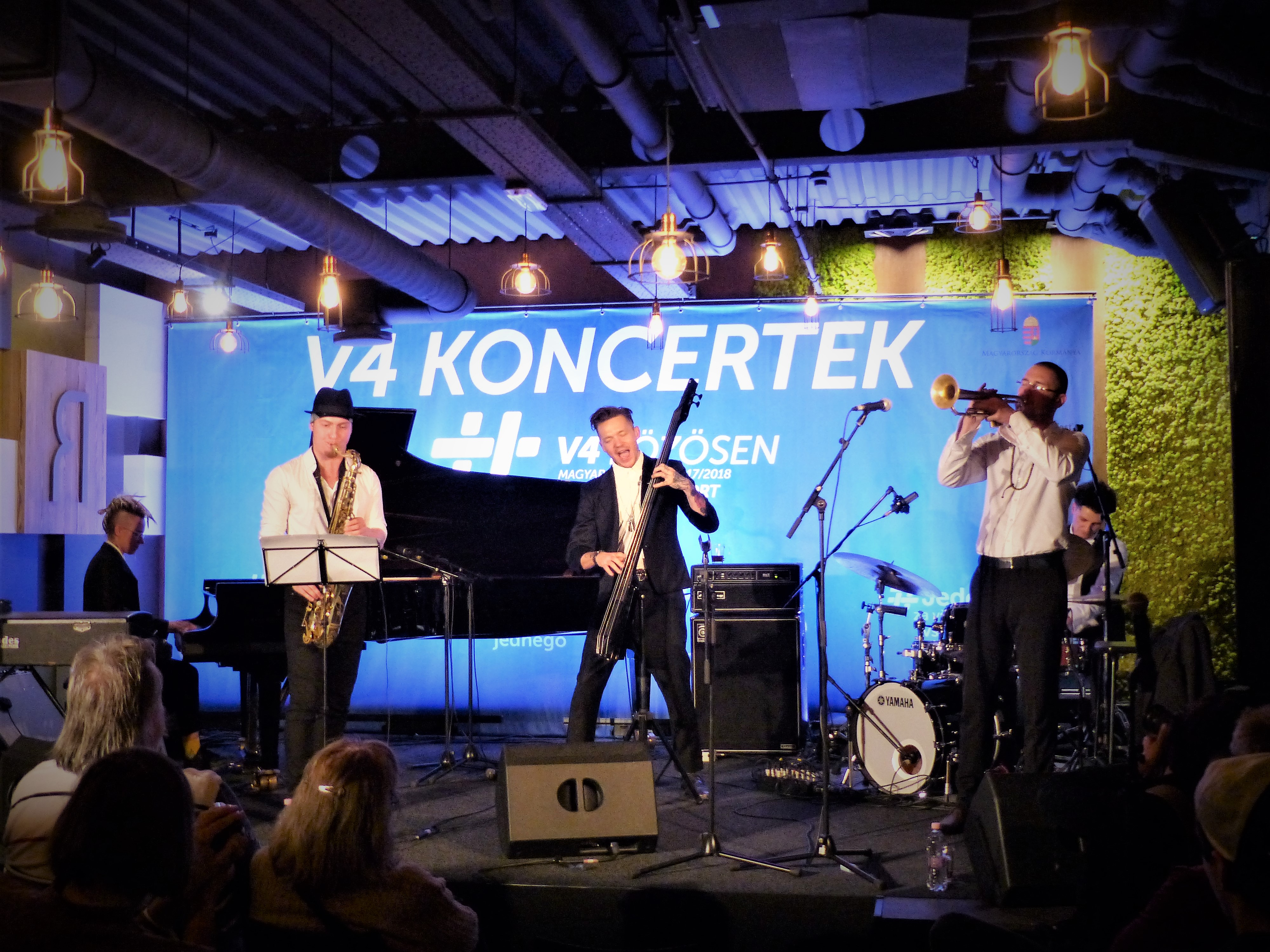
Wojtek Mazolewski Quintet

Wojciech Rafał Mazolewski (ur. 27 marca 1976 w Gdańsku) – polski basista i kontrabasista jazzowy oraz dziennikarz radiowy. Współtwórca yassu. Lider zespołów Pink Freud, Bassisters Orchestra i Wojtek Mazolewski Quintet.

## Kariera zawodowa
Początkowo wykazywał zainteresowanie muzyką punkową. W wieku 10 lat po raz pierwszy wystąpił na scenie z grupą Iwan Groźny brata Jerzego Mazzolla. Z czasem zainteresował się jazzem, a łącząc oba dwa style, przyłożył się do powstania yassu. Grał w zespołach Baaba, Tymański Yass Ensemble, Paralaksa, Oczi Cziorne i Jazzombie.
W 2016 w Teatrze Studio w Warszawie zagrał koncert z okazji 30-lecia działalności scenicznej. W tym samym roku zadebiutował jako aktor, grając epizodyczną rolę muzyka jazzowego w filmie Excentrycy, czyli po słonecznej stronie ulicy. W 2017 skomponował utwór z okazji 800-lecia założenia Opola.
4 stycznia 2019 został prowadzącym audycji Jazz fajny jest w Programie III Polskiego Radia. W maju 2020 odszedł z Trójki w proteście przeciwko ocenzurowaniu Listy przebojów Programu Trzeciego. Od września 2020 do marca 2022 był redaktorem internetowej rozgłośni newonce.radio, w której prowadził audycję Jazz fajny jest.

## Życie prywatne
Ma starszego o siedem lat brata Jerzego, klarnecistę jazzowego,  młodszego Łukasza, fryzjera. Chociaż wychowywał się w Gdańsku, w dzieciństwie dużo czasu spędzał w gospodarstwie dziadków nad jeziorem Mamry.
Ma syna Stanisława (ur. 2006). W latach 2011–2016 był w związku ze stylistką Mają Sablewską. Następnie spotykał się z aktorką Katarzyną Zawadzką. Od 2020 ponownie jest z Sablewską.
Jest buddystą.

## Dyskografia
Wojtek Mazolewski Quintet
| Wojtek Mazolewski Quintet |
| --- |
| - Oskar Török – trąbka - Marek Pospieszalski – saksofon - Joanna Duda – fortepian - Michał Bryndal – perkusja - Wojtek Mazolewski – kontrabas |

| 2011                       | Smells Like Tape Spirit - Data: 11 kwietnia 2011 - Wydawca: Mystic Production     | 25 |               |                     |
| 2011                       | Wojtek w Czechosłowacji - Data: 24 października 2011 - Wydawca: Mystic Production | –  |               |                     |
| 2014                       | Polka - Data: 14 listopada 2014 - Wydawca: Agora SA                               | 29 | - POL: 5 000+ | - ZPAV: złota płyta |
| 2019                       | When Angels Fall - Data: 13 grudnia 2019 - Wydawca: Whirlwind Recordings          | 31 |               |                     |
| 2022                       | Spirit to All - Data: 23 września 2022 - Wydawca: Whirlwind Recordings            |    |               |                     |
| „–” album nie był notowany |                                                                                   |    |               |                     |

Albumy solowe
| 2009                       | Grzybobranie - Data: 19 stycznia 2009 - Wydawca: Universal Music Polska | –  |               |                     |
| 2016                       | Chaos pełen idei - Data: 4 listopada 2016 - Wydawca: Agora SA           | 36 | - POL: 5 000+ | - ZPAV: złota płyta |
| 2021                       | Yugen - Data: 29 października 2021 - Wydawca: WMQ/Agora SA              |    |               |                     |
| „–” album nie był notowany |                                                                         |    |               |                     |

Współpraca
| 2005                       | Andruchoid (Jurij Andruchowycz, Mikołaj Trzaska, Wojtek Mazolewski, Macio Moretti) - Data: 2005 - Wydawca: Kilogram Records | –  |
| 2009                       | Freeyo (Wojciech Mazolewski, Michał Gos, Ireneusz Wojtczak) - Data: 19 października 2009 - Wydawca: Universal Music Polska  | –  |
| 2019                       | Philosophia (oraz John Porter) - Data: 24 maja 2019 - Wydawca: Agora SA                                                     | 12 |
| „–” album nie był notowany | |    |

Notowane utwory
| Rok  | Tytuł                                    | Pozycja na liście | Album                   |
| Rok  | Tytuł                                    | LP3               | Album                   |
| ---- | ---------------------------------------- | ----------------- | ----------------------- |
| 2011 | „Newcomer (Sunny Take)”                  | 33                | Smells Like Tape Spirit |
| 2011 | „Wojtek w Czechosłowacji”                | 14                | Wojtek w Czechosłowacji |
| 2011 | „Nionio”                                 | 25                | Wojtek w Czechosłowacji |
| 2014 | „Get Free”                               | 35                | Polka                   |
| 2016 | „Organizmy piękne” (gośc. Justyna Święs) | 41                | Chaos pełen idei        |

## Teledyski
| Rok  | Tytuł    | Reżyseria / realizacja | Źródło |
| ---- | -------- | ---------------------- | ------ |
| 2011 | „Nionio” | Przemysław Reichel     | [ 37 ] |
| 2014 | „Paris”  |                        | [ 38 ] |
| 2016 | „Berlin” |                        | [ 39 ] |

## Filmografia
| Rok  | Tytuł   | Rola        | Uwagi                                          | Źródło |
| ---- | ------- | ----------- | ---------------------------------------------- | ------ |
| 2004 | „Olter” | jako on sam | film dokumentalny, reżyseria: Krystian Matysek | [ 40 ] |

## Nagrody i wyróżnienia
| Rok  | Tytułem                                                                         | Nagroda                                                           | Nota | Źródło |
| ---- | ------------------------------------------------------------------------------- | ----------------------------------------------------------------- | ---- | ------ |
| 2002 | Muzyka improwizowana (Wojtek Mazolewski)                                        | Nagroda Miasta Gdańska dla Młodych Twórców w Dziedzinie Kultury   | Laur | [ 41 ] |
| 2009 | Za aktywną działalność na trójmiejskiej scenie jazzowej oraz płytę Grzybobranie | Nagrody Miasta Gdańska w Dziedzinie Kultury „Splendor Gedanensis” | Laur | [ 42 ] |
| 2011 | Muzyka jazzowa – wydarzenie (Wojtek Mazolewski Quintet)                         | Nagroda Muzyczna Programu Trzeciego – „Mateusz”                   | Laur | [ 43 ] |